# 대한민국 민법 제130조
대한민국 민법 제130조는 무권대리에 대한 민법총칙 조문이다.

## 조문
제130조(무권대리) 대리권없는 자가 타인의 대리인으로 한 계약은 본인이 이를 추인하지 아니하면 본인에 대하여 효력이 없다.

第130條(無權代理)代理權없는 者가 他人의 代理人으로 한 契約은 本人이 이를 追認하지 아니하면 本人에 對하여 效力이 없다.

## 사례
- 평소 알고 지내던 B씨가 A씨의 인감증명서를 훔쳐서 대출을 받아 자동차를 산 경우, 본조를 적용, 본인이 이를 추인하지 아니하면 본인에 대해 효력이 없다[1]

## 판례
- 미성년자가 성년자가 된 경우 법정대리인 대리행위의 효력을 부정하였다[2]
- 무권대리행위라 대리권 범위 내에서는 본인에게 효력이 인정된다[3]
- 무권대리행위는 묵시적으로 추인할 수 있다[4]
- 추인이 유효하기 위해서는 의사표시의 전부에 대하여 행하여져야 하고, 그 일부에 대하여 추인하거나 그 내용을 변경하여 추인을 하였을 경우에는 상대방의 동의를 얻지 못하는 한 무효이다[5]